# Kissing Strangers
A Kissing Strangers című dal az amerikai pop-csapat DNCE és Nicki Minaj közös dala. A dalt Justin Tranter, Nicki Minaj, Robin Fredriksson és Mattias Larsson írták. A dal a soron következő DNCE album beharangozó kislemeze. A dal 2017 április 13-án jelent meg, illetve volt elérhető digitális letöltés formájában. A dal hallható a Just Dance 2018 című videójátékban is. A dalhoz Luis Fonsi készített remixet.

## Előzmények
2017 április 7-én a zenekar a Doug the Pug nevű kutya képével posztolt, valamint egy telefonszámot is megadtak, ha azt tárcsázzák, akkor a Kissing Strangers című dal instrumentális változata hallható. A DNCE és Nicki Minaj 2017 április 10-én a közösségi médián keresztül posztolt képeket a videoklipből, valamint a DNCE a dal előzeteséből és a telefonszám pár részletét is közölte.
Joe Jonas a CBS rádió egyik interjújában azt nyilatkozta a dalról: "A Kissing Strangers egy olyan dal, mely arról szól, milyen jó dolog egy idegennel megismerkedni, és jól érezni magunkat, és ebben a percben már nem idegen"
A csapat nagy rajongója Nicki Minaj-nak, és ennek eredményeképpen választották őt a dalhoz, ezért elküldték neki a dal egy részletét, mely nagyon tetszett neki, és a dal szövege végül közös lett a csapat tagjaival.

## Élő előadások
A dal premierje 2017. május 8-án volt a New York-i 28. Glaad Media Awards díjkiosztó ünnepségen, ahol a csapat a Cake By The Ocean című daluk mellett a fent említett dalt is előadta. A csapat 2017. május 16-án a The Voice című tehetségkutató utolsó részében szerepelt, amikor is száj alakú léggömbök emelkedtek a magasba, majd a zenekar tagjaira estek. 2017. július 7-én a csapat az amerikai-spanyol nyelvű Univision nevű televízióban is előadta a dalt.

## Slágerlista
| Slágerlista(2017)                             | Legjobb helyezés |
| --------------------------------------------- | ---------------- |
| Argentina Anglo (Monitor Latino)              | 7                |
| Australia (ARIA)                              | 96               |
| Belarus (Unistar Radio Top 20)                | 3                |
| Kanada (Canadian Hot 100)                     | 73               |
| Kanada CHR/Top 40 (Billboard)                 | 41               |
| Kanada Hot AC (Billboard)                     | 41               |
| Csehország (Rádio Top 100)                    | 26               |
| Italy (FIMI)                                  | 41               |
| Latvia (Latvijas Top 40)                      | 11               |
| Mexico (Mexico Ingles Airplay)                | 2                |
| New Zealand Heatseekers (RMNZ)                | 4                |
| Lengyelország (Polish Airplay Top 20)         | 31               |
| Russia Airplay (Tophit)                       | 1                |
| Szlovákia (Rádio Top 100)                     | 63               |
| Ukraine Airplay (Tophit)                      | 80               |
| US Bubbling Under Hot 100 Singles (Billboard) | 3                |
| US Adult Top 40 (Billboard)                   | 23               |
| US Mainstream Top 40 (Billboard)              | 28               |
| Venezuela English (Record Report)             | 5                |

## Megjelenési történet
| Régió   | Dátum           | Formátum           | Verzió   | Label    | Ref.   |
| ------- | --------------- | ------------------ | -------- | -------- | ------ |
| Various | 2017 április 14 | Digitális letöltés | Original | Republic | [ 28 ] |
| Various | 2017 július 28  | Digitális letöltés | Remix    | Republic | [ 29 ] |